# Butare

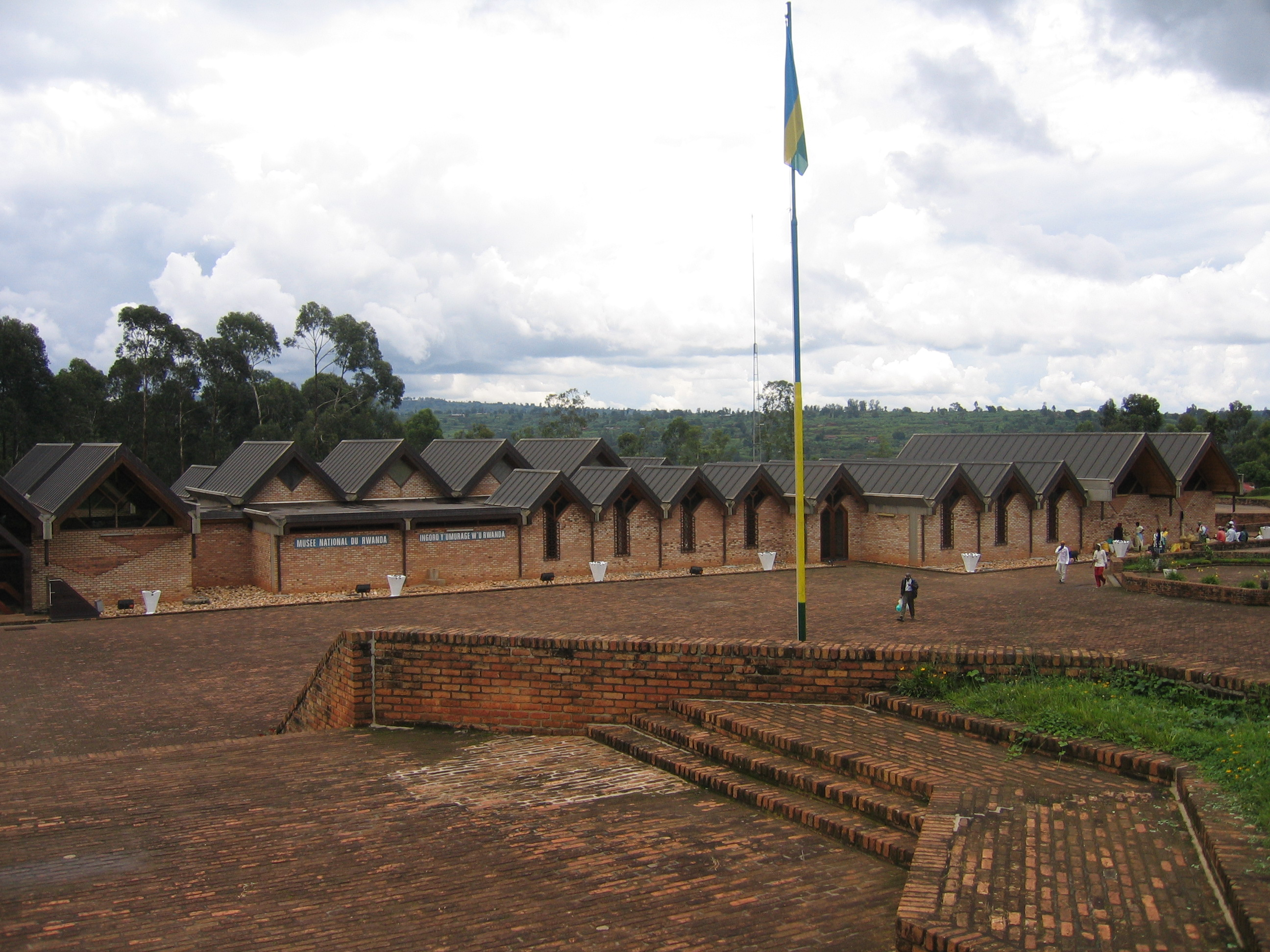
Rwandyjskie Muzeum Narodowe w Butare

Butare (do 1962 Astrida) – miasto w południowej Rwandzie, w Prowincji Południowej, stolica dystryktu Huye. 50 220 mieszkańców (2012). Czwarte pod względem liczby mieszkańców miasto kraju. W Butare działał Narodowy Uniwersytet Rwandy, założony w 1963 roku. Miasto jest siedzibą katolickiej diecezji.